# Pachydactylus robertsi
Pachydactylus robertsi este o specie de șopârle din genul Pachydactylus, familia Gekkonidae, descrisă de Fitzsimons 1938. Conform Catalogue of Life specia Pachydactylus robertsi nu are subspecii cunoscute.